# 蔡依臻
蔡依臻（1992年2月17日—）。出生於台灣基隆市，臺灣新聞主播。現任東森新聞台主播、氣象主播、《台灣1001個故事》主持人。

## 經歷
- 中國文化大學 華岡電視台《華岡午間新聞》記者、主播。
- 年代新聞台助理編輯（2013年8月～2015年7月27日）。
- 東森新聞台地方中心記者、生活中心記者、氣象主播、兼任主播、專任主播、主持人（2015年7月27日～至今）。
- 東森新聞台《台灣1001個故事》主持人（2023年4月16日～至今）

## 獎項

### TVBS信望愛永續基金會
| 年份      | 獲提名                                       | 獎項                   | 結果 |
| --------- | -------------------------------------------- | ---------------------- | ---- |
| 2022年8月 | 《台灣NEXT》風力發電悲歌！綠能與環境如何兩全 | 2022全球華文永續報導獎 | 入圍 |

## 外部連結
- Scarlett 蔡依臻的Instagram帳戶